# Ассоциация автономных астронавтов

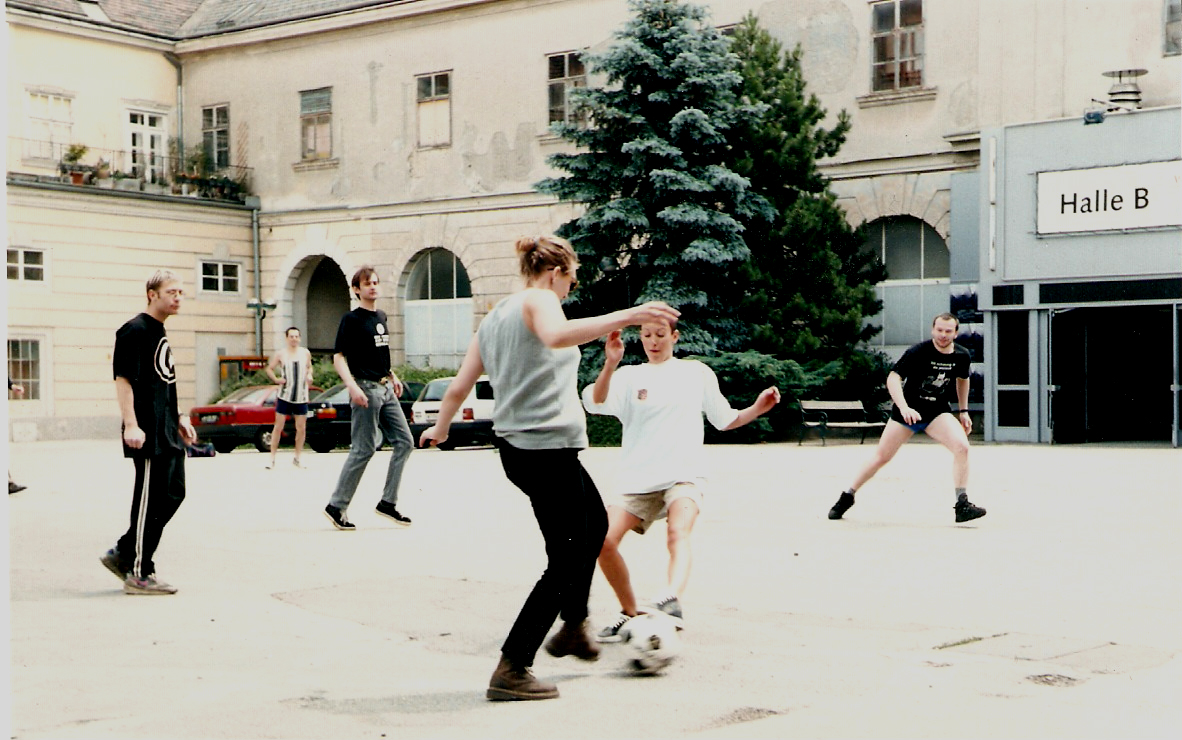
Игра в трёхсторонний футбол на первой Межгалактической конференции ААА, Public Netbase, Вена. День летнего солнцестояния, 1997

Ассоциация Автономных Астронавтов (AAA; англ. Association of Autonomous Astronauts) — международная сеть сообществ, посвящённых «строительству собственных космических кораблей». AAA была основана 23 апреля 1995 года как первая независимая, построенная на принципах коммуны, программа исследования космоса.

## Деятельность
Концепция ААА находится под влиянием идей ситуационизма и психогеографии, а её деятельность может принимать самые разнообразные формы — от игры в трёхсторонний футбол до подготовки к полётам в невесомости. Хотя ААА занимается и «серьёзной» деятельностью (участие в конференциях и организация протестов против милитаризации космоса), многие её акции считаются скорее художественными шутками или медиапровокациями.
У AAA были многочисленные местные отделения, работавшие автономно друг от друга, при этом используя коллективный псевдоним «Лютер Блиссетт» (имя взято у темнокожего ямайского футболиста). «Я мог бы просто сказать, что множественное имя — это щит против попытки упрочившейся власти распознать и индивидуализировать врага, оружие в руках тех, кого Маркс иронично назвал „худшей половиной“ общества. В „Спартаке“ Стэнли Кубрика каждый из поверженных и захваченных в плен Крассом рабов заявляет, что он и есть Спартак, точно также как каждый из сапатистов — Маркос, а я и все мы — Лютер Блиссетт. Но этого мало, так как коллективное имя имеет также фундаментальную валентность, в той мере, в какой его цель — сконструировать открытый миф, эластичный и поддающийся переопределению в сети-сообществе». В ААА участвовал писатель Стюарт Хоум и ряд других радикальных интеллектуалов.
Предложенный ААА «пятилетний план» по созданию космических кораблей к 2000 году состоял в том, чтобы «установить планетарную сеть с целью покончить с монополией корпораций, правительств и вооружённых сил на путешествия в космосе». Итоги пятилетнего плана подвела конференция, проведённая в 2000 году журналом «Fortean Times», специализирующимся на сенсационных и необъяснимых явлениях. Впрочем, отдельные составляющие сети продолжают свою деятельность до настоящего момента.
Писатель Том Ходжкинсон охарактеризовал ААА как «марксистов, футуристов и революционеров на пособии», стремящихся «сделать возможной идею космического полета для простого человека». По его словам, для AAA «космический полет представляет собой идеал свободы». Анник Бюрод в журнале «Leonardo» рассматривает ААА как арт-проект, «космическое искусство», комбинирующее узнаваемые образы космических полётов (орбитальная станция «Мир», астронавты на Луне) с эстетикой научной фантастики (в особенности «Звёздного пути»), тем самым подвергая эти «священные символы» эмансипативной десакрализации.
Лондонское отделение ААА приняло заметное участие в Карнавале против капитализма (18 июня 1999), протестуя против встречи «Большой восьмёрки». Участники AAA, одетые в космические скафандры, пикетировали штаб-квартиру корпорации «Lockheed», выступая против участия последней в милитаризации космоса. Особую обеспокоенность группы вызывал радиоизотопный термоэлектрический генератор космического аппарата «Кассини-Гюйгенс».